# Marcin de Kaminski
Marcin de Kaminski[uttal saknas], född 26 januari 1981 i Uppsala, är en svensk rättssociolog (doktorand) vid Lunds universitet. Han är nätforskare, -aktivist, -analytiker och influenser som med jämna mellanrum skriver eller intervjuas om nätrelaterade fenomen i främst svensk dagspress.
Han är sedan tidigare beteendevetare vid Linköpings universitet. I april 2014 började han arbeta med yttrande- och nätfrihetsfrågor på myndigheten Sida. År 2018 blev han chef för säkerhet och innovation på den svenska organisationen Civil Rights Defenders. Sedan 2023 arbetar han med Open Technology Fund.

## Biografi
Marcin de Kaminski föddes 1981 i Uppsala. Han gick på Fyrisskolan och tog studenten där 2000. Han är gift med Therese de Kaminska sedan 2005. Tillsammans har de fem barn. Han har tidigare arbetat inom psykiatrisk vård och omsorg.[källa behövs]

### Akademisk gärning
2007–2009 tog han en fil kand i sociologi vid Linköpings universitet. Han forskade vidare vid Lunds universitet med fokus på rättsociologi och blev fil mag 2010. Samma år började han undervisa i kursen Nätkulturer vid Uppsala universitet . Sedan 2010 är han doktorand i rättssociologi vid Lunds universitet. Som doktorand fokuserar de Kaminski på rättsliga och sociala normprocesser i unga nätkulturer och på att identifiera, analysera och jämföra konflikter mellan internet och afk. Han är där en del av forskargruppen Cybernormer som undersöker "den klyfta och det avstånd som i dag riskerar att växa fram mellan det traditionella samhällets regler och de sociala normer som genereras inom ramen för unga nätkulturer". Dessutom har han bland annat tagit initiativ till dess Internetinstitut som grundades 2011–2012. I mars 2013 startade han och nätforskaren Elza Dunkels tjänsten "Fråga forskarna: Unga online".

### Nätaktivism
de Kaminski har under många år varit verksam i nätprojekt av varierande slag. Under sent 1990-tal var han skribent vid Tidningen Yelah. Han var även delaktig i uppstarten av den svenska grenen av Indymedia inför protesterna vid EU-toppmötet i Göteborg 2001.
2003 var han med och grundade såväl Piratbyrån som The Pirate Bay och var talesperson för den förra fram till nedläggandet. Under 2009 var de Kaminski med och grundade nätaktivistklustret Telecomix och den nätpositiva intresseföreningen Juliagruppen.
Inom ramen för sitt engagemang i Juliagruppen har de Kaminski engagerat sig i politiska nätfrihetsfrågor. Bland annat har han varit en del av biståndsminister Gunilla Carlssons expertråd för digital demokratisering och nätaktivism samt för Juliagruppens räkning i samarbete med Sida arrangerat konferensen "Internet and democratic change" som samlade nät- och mänskligarättighetsaktivister, politiker och journalister för att diskutera internets demokratiska potential.
2012 presenterades de Kaminski av nättidningen Internetworld som plats 43 av de 62 mest kreativa personerna att hålla ögonen på..